# Ecuplein
Het Ecuplein is een plein in de wijk De Aker in Amsterdam Nieuw-West. Het ligt aan het einde van de Pieter Calandlaan. Het plein is in 1997 vernoemd naar de 'European Currency Unit' (ECU), de financiële rekeneenheid van de Europese Gemeenschap, die op 1 januari 1999 vervangen is door de euro.
Het plein en de straten ten zuiden en ten oosten zijn genoemd naar valuta, met de Valutaboulevard, Pond Sterlinglaan etc.
Aan noordzijde van het Ecuplein en het noordwestelijke einde van de Calandlaan ligt een winkelcentrum dat deel uitmaakt van het 400 meter lange nieuwbouwblok De Dukaat uit 1997.
Aan de westzijde staat de Zorroflat, 18 verdiepingen, 54 meter hoog, van 1999.
Sinds 2001 rijdt tramlijn 1 via de Pieter Calandlaan en het Ecuplein en verder via de Akersingel naar het nieuwe eindpunt Matterhorn.
Het Ecuplein ligt ook op de Amsterdamse stadsroute s107, tussen de Calandlaan en de weg De Alpen.
Het plein kent een aantal kunstwerken:
- De Lirabrug naar De Alpen
- een brug in de Guldenpromenade
- Brug 1884 naar de Pesetastraat met daarop/bij Kubuspoort
- Brug 2201 en brug 2252 naar Ladogameerhof
- Tectona Grandis